# AMD Sempron (K8)
Als AMD Sempron verkauft AMD seit 2004 Prozessoren auf Basis der K8-Architektur, anfangs allerdings ohne AMD64-Erweiterung, für das Niedrigpreissegment. Im selben Zeitraum wurde aber auch noch die K7-Architektur zur Vermarktung anderer Sempron-Prozessoren genutzt. Ab der zweiten Jahreshälfte 2005 brachte AMD dann auch Sempron-Prozessoren mit Unterstützung für AMD64 auf den Markt. Diese werden im Handel oft als Sempron 64 bezeichnet, dies ist aber keine offizielle Bezeichnung. Dies geschah anscheinend als Reaktion auf günstige Celeron Ds mit 64-Bit-Erweiterung des Herstellers Intel. Ende 2005 wurde dann die Produktion von AMD Semprons ohne AMD64-Erweiterung eingestellt.

## Technisches
Der AMD Sempron besitzt einen kleineren L2-Cache und niedrigere Taktfrequenzen als vergleichbare AMD Athlon 64-Prozessoren. Außerdem unterstützten die ersten Modelle nicht die AMD64-Technologie.

## Modelldaten Sockel 754
Alle Prozessoren für den Sockel 754 besitzen einen Speichercontroller mit einem Kanal (72 Bit, Single-Channel-Betrieb) für DDR-SDRAM.

### Paris
- Revision CG
- L1-Cache: 64 + 64 kB (Daten + Instruktionen)
- L2-Cache: 128 oder 256 kB mit Prozessortakt
- MMX, Extended 3DNow!, SSE, SSE2, Cool’n’Quiet, NX-Bit
- Sockel 754, HyperTransport mit 800 MHz (HT1600)
- Betriebsspannung (VCore): 1,40 V
- Leistungsaufnahme (TDP): 62 W
- Erscheinungsdatum: 28. Juli 2004
- Fertigungstechnik: 130 nm (SOI)
- Taktrate: 1800 MHz
  - 3000+: 1800 MHz (128 kB L2-Cache)
  - 3100+: 1800 MHz (256 kB L2-Cache)

### Georgetown
- Revision D0
- L1-Cache: 64 + 64 kB (Daten + Instruktionen)
- L2-Cache: 128 oder 256 kB mit Prozessortakt
- MMX, Extended 3DNow!, SSE, SSE2, Cool’n’Quiet (ab 3000+), NX-Bit
- Sockel 754, HyperTransport mit 800 MHz (HT1600)
- Betriebsspannung (VCore): 1,40 V
- Leistungsaufnahme (TDP): 62 W
- Erscheinungsdatum: Februar 2005
- Fertigungstechnik: 90 nm (SOI)
- Taktraten: 1800–2000 MHz
  - 128 kB L2-Cache:
    - 2600+: 1600 MHz
    - 3000+: 1800 MHz
    - 3300+: 2000 MHz

  - 256 kB L2-Cache:
    - 2800+: 1600 MHz
    - 3100+: 1800 MHz

### Palermo E3
- Revision E3
- L1-Cache: 64 + 64 kB (Daten + Instruktionen)
- L2-Cache: 128 oder 256 kB mit Prozessortakt
- MMX, Extended 3DNow!, SSE, SSE2, SSE3, Cool’n’Quiet (ab 3000+), NX-Bit, AMD64
- Sockel 754, HyperTransport mit 800 MHz (HT1600)
- Betriebsspannung (VCore): 1,40 V
- Leistungsaufnahme (TDP): 62 W
- Erscheinungsdatum: 4. April 2005
- Fertigungstechnik: 90 nm (SOI)
- Taktraten: 1600–2000 MHz
  - 128 kB L2-Cache:
    - 2600+: 1600 MHz
    - 3000+: 1800 MHz
    - 3300+: 2000 MHz

  - 256 kB L2-Cache:
    - 2800+: 1600 MHz
    - 3100+: 1800 MHz

### Palermo E6
- Revision E6

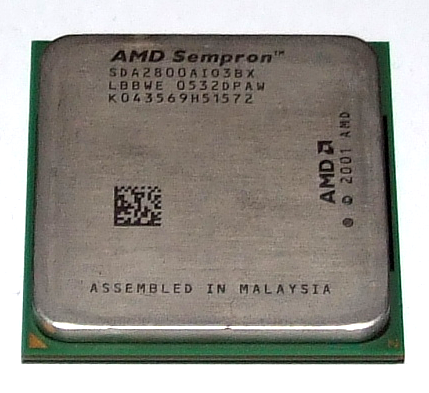
AMD Sempron 2800+ (Rev. E6)

- L1-Cache: 64 + 64 kB (Daten + Instruktionen)
- L2-Cache: 128 oder 256 kB mit Prozessortakt
- MMX, Extended 3DNow!, SSE, SSE2, SSE3, Cool’n’Quiet (ab 3000+), NX-Bit, AMD64
- Sockel 754, HyperTransport mit 800 MHz (HT1600)
- Betriebsspannung (VCore): 1,40 V
- Leistungsaufnahme (TDP): 62 W
- Erscheinungsdatum: Juli 2005
- Fertigungstechnik: 90 nm (SOI)
- Taktraten: 1400–2000 MHz
  - 128 kB L2-Cache:
    - 2600+: 1600 MHz
    - 3000+: 1800 MHz
    - 3300+: 2000 MHz

  - 256 kB L2-Cache:
    - 2500+: 1400 MHz
    - 2800+: 1600 MHz
    - 3100+: 1800 MHz
    - 3400+: 2000 MHz

## Modelldaten Sockel 939
Alle Prozessoren für den Sockel 939 besitzen einen Speichercontroller mit zwei Kanälen (128 Bit, Dual-Channel-Betrieb) für DDR-SDRAM.
Hinweis: Semprons für den Sockel 939 wurden nur an OEMs ausgeliefert und wurden bzw. werden nicht offiziell bei AMD gelistet.

### Palermo E3
- Revision E3
- L1-Cache: 64 + 64 kB (Daten + Instruktionen)
- L2-Cache: 128 oder 256 kB mit Prozessortakt
- MMX, Extended 3DNow!, SSE, SSE2, SSE3, Cool’n’Quiet, NX-Bit, AMD64
- Sockel 939, HyperTransport mit 800 MHz (HT1600)
- Betriebsspannung (VCore): 1,35–1,40 Volt
- Leistungsaufnahme (TDP): 62 W
- Erscheinungsdatum: Oktober 2005
- Fertigungstechnik: 90 nm (SOI)
- Taktraten: 1.800 MHz
  - 3000+: 1800 MHz (128 kB L2-Cache)
  - 3200+: 1800 MHz (256 kB L2-Cache)

### Palermo E6
- Revision E6
- L1-Cache: 64 + 64 kB (Daten + Instruktionen)
- L2-Cache: 128 oder 256 kB mit Prozessortakt
- MMX, Extended 3DNow!, SSE, SSE2, SSE3, Cool’n’Quiet, NX-Bit, AMD64
- Sockel 939, HyperTransport mit 800 MHz (HT1600)
- Betriebsspannung (VCore): 1,35–1,40 Volt
- Leistungsaufnahme (TDP): 62 W
- Erscheinungsdatum:
- Fertigungstechnik: 90 nm (SOI)
- Taktraten: 1800–2000 MHz
  - 128 kB L2-Cache:
    - 3000+: 1800 MHz
    - 3400+: 2000 MHz

  - 256 kB L2-Cache:
    - 3200+: 1800 MHz
    - 3500+: 2000 MHz

## Modelldaten Sockel AM2
Alle Prozessoren für den Sockel AM2 besitzen einen Speichercontroller mit zwei Kanälen (128 Bit, Dual-Channel-Betrieb) für DDR2-SDRAM.

### Manila
- Revision F2
- L1-Cache: 64 + 64 kB (Daten + Instruktionen)
- L2-Cache: 128 oder 256 kB mit Prozessortakt
- MMX, Extended 3DNow!, SSE, SSE2, SSE3, Cool’n’Quiet (ab 3200+), NX-Bit, AMD64
- Sockel AM2, HyperTransport mit 800 MHz (HT1600)
- Betriebsspannung (VCore): 1,25–1,40 V oder 1,20–1,25 V,
- Leistungsaufnahme (TDP): 62 W oder 35 W
- Erscheinungsdatum: Mai 2006
- Fertigungstechnik: 90 nm (SOI)
- Die-Größe: 103 mm² bei 81,1 Millionen Transistoren
- Taktraten: 1600–2200 MHz
  - Standard (TDP: 62 W, VCore: 1,25–1,40 V)
    - 128 kB L2-Cache:
      - 2800+: 1600 MHz
      - 3200+: 1800 MHz
      - 3500+: 2000 MHz

    - 256 kB L2-Cache:
      - 3000+: 1600 MHz
      - 3400+: 1800 MHz
      - 3600+: 2000 MHz
      - 3800+: 2200 MHz

  - EE SFF (TDP: 35 W, VCore: 1,20–1,25 V)
    - 128 kB L2-Cache:
      - 3200+: 1800 MHz
      - 3500+: 2000 MHz

    - 256 kB L2-Cache:
      - 3000+: 1600 MHz
      - 3400+: 1800 MHz

### Sparta G1
- Revision G1
- L1-Cache: 64 + 64 kB (Daten + Instruktionen)
- L2-Cache: 256 oder 512 kB mit Prozessortakt
- MMX, Extended 3DNow!, SSE, SSE2, SSE3, Cool’n’Quiet, NX-Bit, AMD64
- Sockel AM2, HyperTransport mit 800 MHz (HT1600)
- Betriebsspannung (VCore): 1,20–1,35 V
- Leistungsaufnahme (TDP): 45 W
- Erscheinungsdatum: August 2007
- Fertigungstechnik: 65 nm (SOI)
- Taktraten: 1900–2100 MHz
  - 256 kB L2-Cache:
    - LE-1100: 1900 MHz
    - LE-1150: 2000 MHz

  - 512 kB L2-Cache:
    - LE-1200: 2100 MHz

### Sparta G2
- Revision G2
- L1-Cache: 64 + 64 kB (Daten + Instruktionen)
- L2-Cache: 512 kB mit Prozessortakt
- MMX, Extended 3DNow!, SSE, SSE2, SSE3, Cool’n’Quiet, NX-Bit, AMD64
- Sockel AM2, HyperTransport mit 800 MHz (HT1600)
- Betriebsspannung (VCore): 1,20–1,35 V
- Leistungsaufnahme (TDP): 45 W
- Erscheinungsdatum: 8. Oktober 2007
- Fertigungstechnik: 65 nm (SOI)
- Taktraten: 2100–2300 MHz
  - LE-1200: 2100 MHz
  - LE-1250: 2200 MHz
  - LE-1300: 2300 MHz

### Brisbane
Doppelkernprozessor (Dual-Core)
- Revision G1/G2
- L1-Cache: je Kern 64 + 64 kB (Daten + Instruktionen)
- L2-Cache: je Kern 256 kB mit Prozessortakt
- MMX, Extended 3DNow!, SSE, SSE2, SSE3, Cool’n’Quiet, NX-Bit, AMD64
- Sockel AM2, HyperTransport mit 800 MHz (HT 1600)
- Betriebsspannung (VCore): ?
- Leistungsaufnahme (TDP): 65 Watt
- Erscheinungsdatum: März 2008
- Fertigungstechnik: 65 nm (SOI)
- Die-Größe: 118 mm² bei 221 Millionen Transistoren
- Taktfrequenzen: 1800–2200 MHz
  - Sempron X2 2100: 1800 MHz (G1, G2)
  - Sempron X2 2200: 2000 MHz (G2)
  - Sempron X2 2300: 2200 MHz (G2)